# ماركوس فوستر
ماركوس فوستر (بالإنجليزية: Marcus Foster)‏ هو مربي أمريكي، ولد في 31 مارس 1923 في أثينا في الولايات المتحدة، وتوفي في 6 نوفمبر 1973 في أوكلاند في الولايات المتحدة.